# Jégcsapretek
Jégcsapretek, más nevein daikon, japán retek, vagy kínai retek, enyhe ízű, kelet-ázsiai retekfajta. Bár leginkább Japánnal azonosítják, eredetileg az ázsiai szárazföldről származik.
Ázsiában többféle ételt is készítenek belőle, pácolva, fermentálva vagy akár süteménybe sütve.

## Galéria

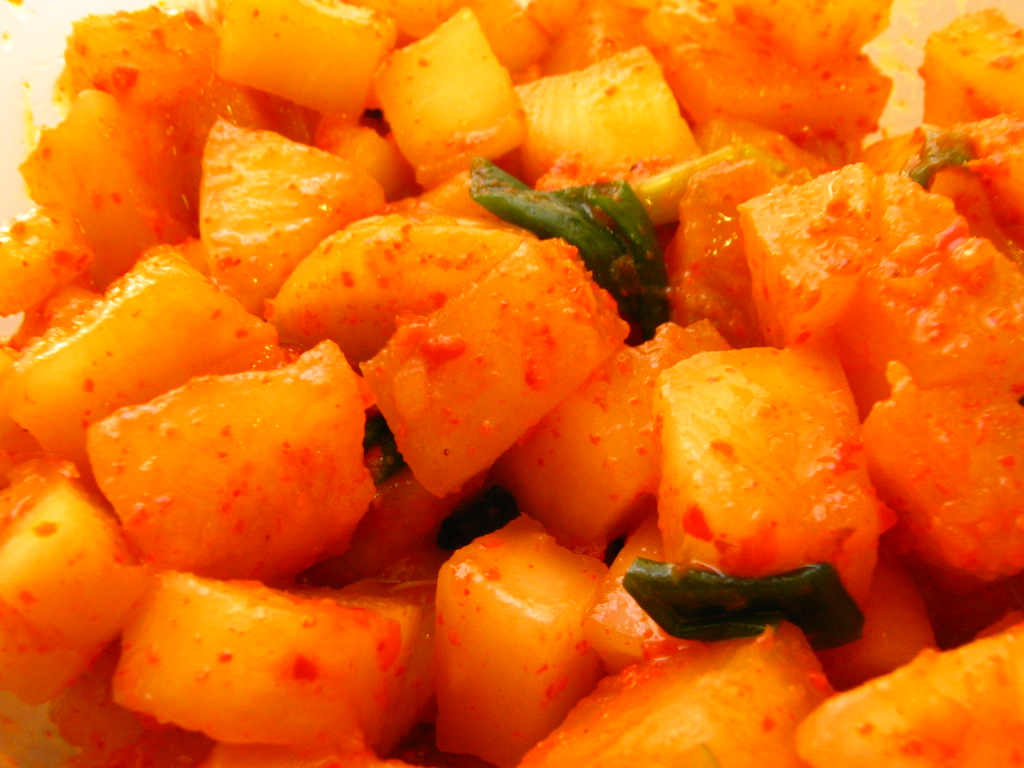
kkaktugi, retekből készült koreai kimcshi
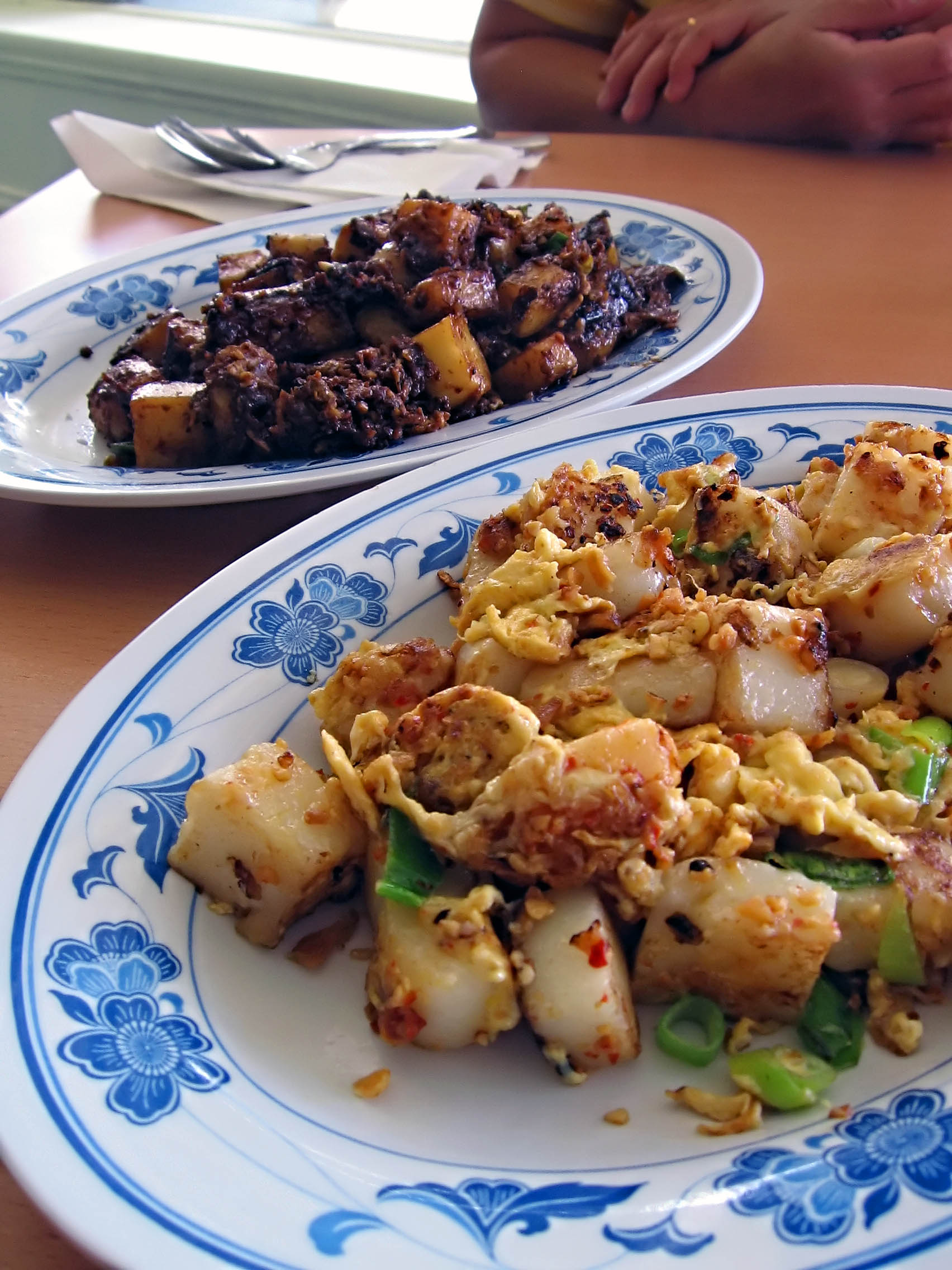
cajtou kuo (càitóu guǒ), egyfajta dim sum
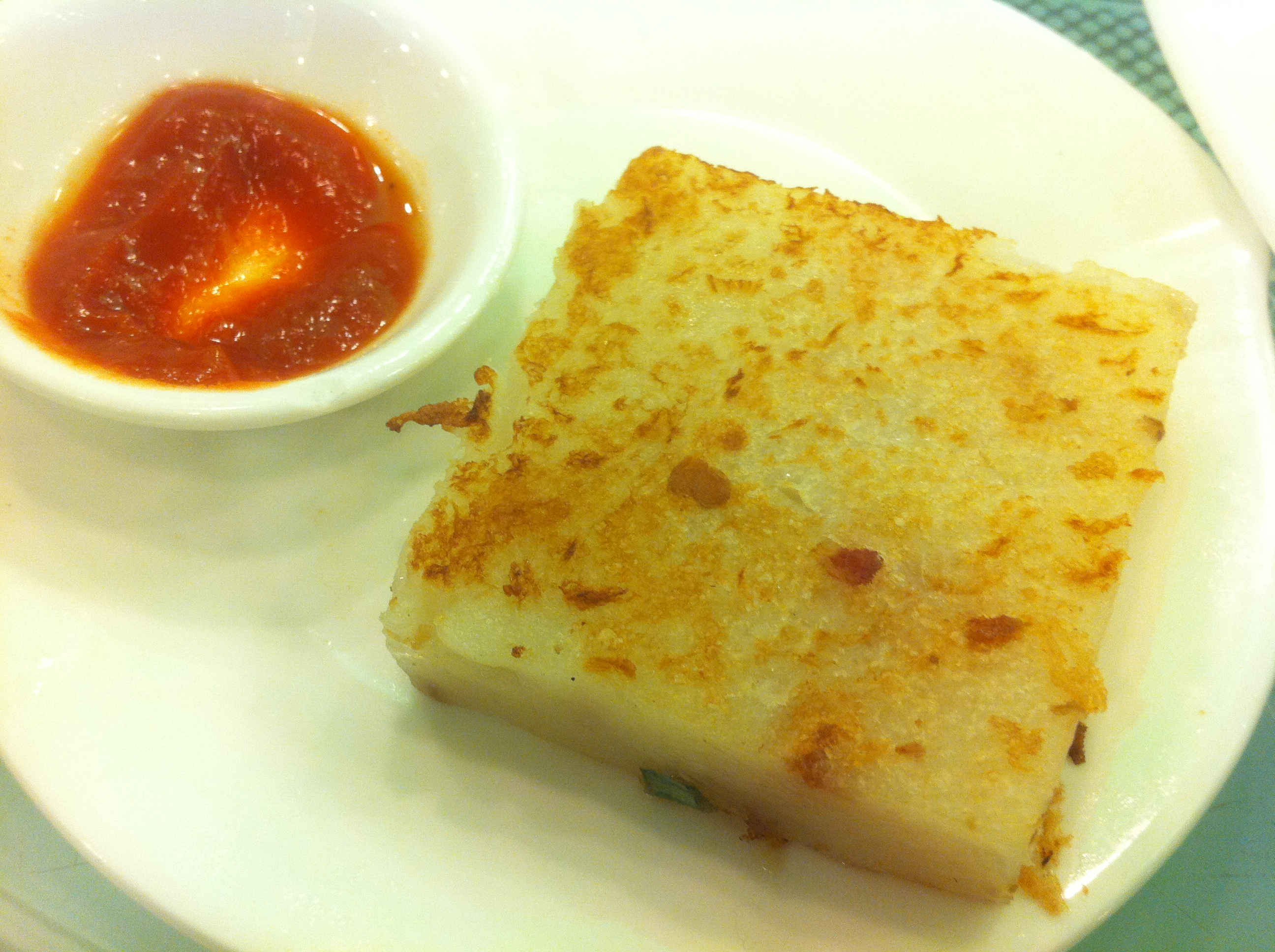
hongkongi retektorta daikonból